# Elgorriaga
Elgorriaga est une ville et une municipalité de la Communauté forale de Navarre (Espagne).
Elle est située dans la "zone bascophone" de la province, où la langue basque est coofficielle avec l'espagnol. La population parlant le basque représentait 81.9 % en 2011. Le secrétaire de mairie est aussi celui de Doneztebe.

## Toponymie
Le suffixe aga désigne "lieu de" dans les toponymes basques. Elgorri signifie rougeole ce qui se traduit donc par lieu de rougeole.
Nul doute que cette étymologie est très étrange. Les philologues comme Mikel Belasko dans son glossaire étymologique de Navarre, compare Elgorriaga avec elorri, mot basque signifiant épine et dans les dialectes orientaux se prononce comme elhorri. Il existe en Alava une bourgade nommée Elorriaga dont le nom médiéval était Elhorriaga. Un h aspiré pourrait avoir évolué en g dans le cas de la localité navarraise devenant Elgorriaga tandis que pour l'Alavaise le h serait resté muet donnant Elorriaga. Dans ce cas, le toponyme signifierait "lieu d'épines".

## Géographie
Elgorriaga, située dans la comarque de Malerreka est un petit village de 200 habitants, entre Santesteban et Ituren en Navarre. Situé sur un versant de la montagne Mendaur (1 136 m).

## Histoire
Il n'existe pas de documents sur l'histoire du village mais les références architecturales comme le pont médiéval peuvent trouver ses origines au XVe siècle.
Elgorriaga a été punie durant l'inquisition par des juges pour acte de sorcellerie bien avant l'acte de foi de Logroño en 1610.
Les anciens disent de leurs terres qu'elles étaient curatives en voyant le bétail malade brouter leur herbe et sucer les cailloux les guérissant en très peu de temps. Il est possible que tout ceci ait pour origine l'établissement d'une population d'une colline infectée par la rougeole.

## Division linguistique
En 2011, 81.9% de la population de d'Elgorriaga avait le basque comme langue maternelle. La population totale située dans la zone bascophone en 2018, comprenant 64 municipalités dont Elgorriaga, était bilingue à 60.8%, à cela s'ajoute 10.7% de bilingues réceptifs.

### Droit
En accord avec Loi forale 18/1986 du 15 décembre sur le basque, la Navarre est linguistiquement divisée en trois zones. Cette municipalité fait partie de la zone bascophone où l'utilisation du basque y est majoritaire. Le basque et le castillan sont utilisés dans l'administration publique, les médias, les manifestations culturelles et en éducation cependant l'usage courant du basque y est majoritaire et encouragé le plus souvent.

## Patrimoine

### Patrimoine civil
C'est un village typique du nord de la Navarre avec de grandes maisons seigneuriales de pierres et des balcons fleuris. Elgorriaga a des rues en dalles de lauze[réf. nécessaire] rose et ses maisons de pierre et bois présentent l'architecture du nord de la Navarre.

## Nature
Le climat est atlantique, les hivers tempérés et humides, les étés doux. Des montagnes descendent des torrents qui alimentent sa rivière Ezkurra dans lequel on peut pratiquer la pêche.
Dans les bois prédominent essentiellement les hêtres (Pagoa en basque) et les chênes (haritz, haitz) mais on rencontre également des châtaigniers (gaztaiondo), des frênes (leizar), des acacias (akazia) et des pins (pinu), ces derniers étant replantés.

### Sources
- (es) Cet article est partiellement ou en totalité issu de l’article de Wikipédia en espagnol intitulé « Elgorriaga » (voir la liste des auteurs).